# جوره، اسکاتلند
جوره (‎/ˈdʒʊərə/‎ JOOR-ə; گیلی اسکاتلندی: Diùra [ˈtʲu:ɾə]) جزیره‌ای در هبریدهای داخلی اسکاتلند است. این جزیره ۳۶٬۶۹۲ هکتار مساحت دارد و در سال ۲۰۱۱ تعداد ۱۹۶ نفر ساکن داشته. در این جزیره بقایای سه اجاقی وجود دارند که حدود ۶٫۰۰۰ سال پیش ساخته شده‌اند.